# Port-Saint-Père
 Port-Saint-Père  es una población y comuna francesa, situada en la región de Países del Loira, departamento de Loira Atlántico, en el distrito de Nantes y cantón de Le Pellerin.

## Demografía
| 1349 | 1361 | 1370 | 1716 | 1695 | 2143 |
| Para los censos de 1962 a 1999 la población legal corresponde a la población sin duplicidades (Fuente: INSEE [Consultar]) |      |      |      |      |      |